# Sakura Momoko
Sakura Momoko (Nhật: さくら ももこ bút danh, sinh ngày 8 tháng 5 năm 1965 – mất ngày 15 tháng 8 năm 2018) là một nữ mangaka người Nhật Bản, nguyên quán thành phố Shimizu (nay là quận Shimizu, thành phố Shizuoka), tỉnh Shizuoka. Lấy ý tưởng từ tuổi thơ của chính mình, Sakura đã sáng tác loạt manga dài kỳ nổi tiếng Chibi Maruko-chan (còn được biết đến qua nhan đề tiếng Việt là Nhóc Maruko). Phiên bản anime truyền hình chuyển thể từ Nhóc Maruko nằm trong số những bộ phim hoạt hình được theo dõi nhiều nhất và dài tập nhất Nhật Bản, phát sóng từ những năm 1990 đến tận nay. Cô bé Maruko vẫn thường được xem là một trong các biểu tượng văn hóa đại chúng của Nhật Bản, cùng với chú mèo máy Doraemon trong loạt truyện tranh cùng tên hay Edogawa Conan trong Thám tử lừng danh Conan, và có sức ảnh hưởng lớn tại nhiều quốc gia châu Á.
Bên cạnh việc sáng tác manga, Sakura còn là một người viết lời bài hát, nhà văn viết tiểu luận đã xuất bản nhiều công trình giá trị. Nét đặc trưng trong các sáng tác của Sakura là sự kết hợp giữa tiểu luận và manga, mà bà gọi là "viết luận dạng manga." Năm 1989, Sakura với tác phẩm Nhóc Maruko đã nhận giải Manga Kodansha lần thứ 31 ở hạng mục shōjo manga. Năm 1991, ca khúc kết thúc anime Nhóc Maruko, "Odoru Pompokolin" do Sakura sáng tác lời, đã giúp bà được vinh danh trong lễ trao giải Thu âm Nhật Bản lần thứ 32. Bộ ba tập tiểu luận của Sakura là Momo no Kandzume, Saru no Koshikake và Tai no Okashira đều in hơn 1 triệu bản chỉ vài năm sau khi ra mắt, đưa Sakura trở thành một trong những tác giả có sách bán chạy nhất (best-seller).
Sinh thời Sakura rất ít khi tiết lộ thông tin cá nhân trước công chúng, và tên thật của bà chưa bao giờ được báo chí Nhật Bản công bố chính thức. Sau khi Sakura qua đời, liên kết với sự kiện triều đại của Thiên hoàng Akihito kết thúc vào năm 2019, truyền thông nước này gọi cái chết của bà là điềm báo cho sự cáo chung của thời kỳ Bình Thành.

## Sự nghiệp

### Nhóc Maruko
Sinh ra tại thành phố Shimizu cũ mà nay là một quận thuộc thành phố Shizuoka, tỉnh Shizuoka, Sakura Momoko trải qua thời nữ sinh tại trường tiểu học Shimizu Irie, trường sơ trung Shimizu số 8 và trường cao trung Shimizu Nishi (Tây Shimizu). Từ 3 tuổi rưỡi bà đã bắt đầu vẽ tranh những bé gái, và khi lên cấp 3 thì sáng tác những mẫu truyện tranh ngắn dưới bút danh này, đồng thời phát triển năng khiếu viết tiểu luận và tự truyện của mình. Giáo viên của Sakura từng khen ngợi một trong các bài luận của bà là "phong cách không hề giống như của một học sinh trung học" và ví Sakura như "Sei Shōnagon thời hiện đại". Năm 1984, khi mới là tân sinh viên khoa quốc văn của Học viện cao đẳng nữ sinh Shizuoka Eiwa (nay là trường cao đẳng thuộc Học viện đại học Shizuoka Eiwa), Sakura ra mắt manga ngắn đầu tay về tình thầy trò nhan đề Oshiete Yaru'nda Arigataku Omoe! (教えてやるんだありがたく思え!) trên số ra quý mùa đông của tờ Ribon Original, do nhà xuất bản Shūeisha ấn hành. Một số tác phẩm tự truyện khác mà bà sáng tác từ thời trung học cũng được Ribon Original và nguyệt san chị em với nó là Ribon đăng tải trong những năm 1984 và 1985.
Trong thời gian đầu sau khi tốt nghiệp vào tháng 4 năm 1986, Sakura làm việc tại một công ty xuất bản ở Tokyo. Bận rộn với các sáng tác và không thể xoay xở cả hai công việc cùng lúc, Sakura quyết định nghỉ việc sau hai tháng và vào tháng 8 năm 1986, tác phẩm làm nên sự nghiệp của bà, Nhóc Maruko (ちびまる子ちゃん Chibi Maruko-chan), đến với công chúng lần đầu tiên trong tạp chí Ribon. Theo đuổi ý tưởng "viết luận dưới dạng manga," Nhóc Maruko phác họa những tháng ngày thơ ấu của tác giả qua cuộc sống giản đơn và hồn nhiên của nhân vật Maruko (có tên thật cũng là Sakura Momoko), một cô bé lớp 3 tiểu học sống cùng với gia đình gồm sáu người trong một con phố nhỏ ở Shimizu, Shizuoka những năm 1970. Bản thân tác giả Sakura ngày bé cũng được mẹ gọi bằng biệt danh "chibi Maruko." Những người bạn cùng lớp của Maruko và các địa điểm thường xuất hiện trong tác phẩm phần lớn đều dựa trên những sự vật tương ứng ngoài đời thật. Tankōbon đầu tiên của Nhóc Maruko phát hành năm 1987 đã in kèm những sáng tác ngắn khác trong giai đoạn đầu sự nghiệp của Sakura. Manga—được đăng thường kỳ hàng tháng trên tạp chí Ribon đến tháng 6 năm 1996 với tổng cộng 14 tập truyện (về sau phát hành bổ sung thêm hai tập nữa vào các năm 2003 và 2009)—là một trong những loạt truyện tranh nổi tiếng và ăn khách hàng đầu Nhật Bản với hơn 32 triệu bản in đã bán ra, được mệnh danh là "Sazae-san của thời Bình Thành."
Năm 1989, loạt manga Kami no Chikara (神のちから tạm dịch: Quyền năng Chúa trời) của Sakura được đăng dài kỳ trên tạp chí Big Comic Spirits của Shogakukan. Cùng năm, Nhóc Maruko giúp Sakura đoạt giải Manga Kodansha lần thứ 13 ở hạng mục shōjo manga. Đầu năm 1990, Nhóc Maruko được chuyển thể thành anime truyền hình bởi Nippon Animation, chiếu trên kênh Fuji TV. Tháng 10 năm đó, phim ghi nhận kỷ lục 39,9% tỉ suất người xem, cao nhất trong số các chương trình hoạt hình phát sóng tại Nhật Bản lúc bấy giờ, trở thành một hiện tượng xã hội và thu hút sự quan tâm rất lớn tại châu Á. Ca khúc kết thúc mỗi tập phim "Odoru Pompokolin" (おどるポンポコリン) do Sakura viết lời, Oda Tetsurō sáng tác với phần thể hiện của ban nhạc B.B.Queens, đứng đầu bảng xếp hạng Oricon suốt nhiều tuần liền, bán được hơn 1,73 triệu CD, một lần nữa giúp bà được vinh danh trong lễ trao giải thưởng Thu âm Nhật Bản lần thứ 32 vào tháng 12 năm 1990. Trừ ba năm tạm gián đoạn, Nhóc Maruko đã phát sóng liên tục đến tận ngày nay với hơn 1.100 tập phim và là anime được theo dõi nhiều thứ hai chỉ sau Sazae-san.

### Nhà văn viết tiểu luận

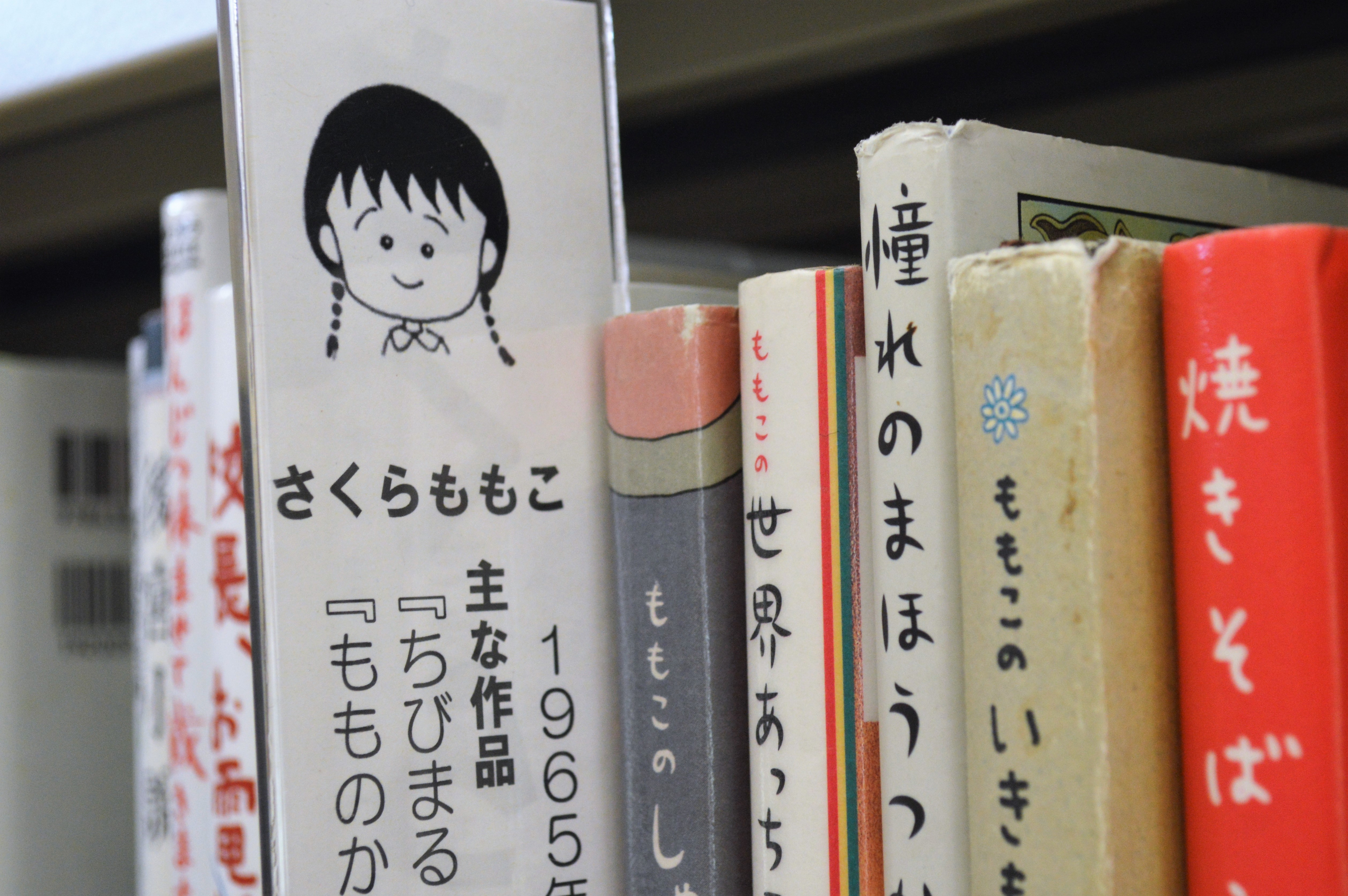
Ngăn trưng bày một số tác phẩm tiểu luận tiêu biểu của Sakura Momoko tại một thư viện địa phương ở làng Matsukawa, tỉnh Nagano.

Tháng 3 năm 1991, tập tiểu luận đầu tay của Sakura là Momo no Kandzume (もものかんづめ tạm dịch: Lon đào hộp) ra mắt, trở thành một kiệt tác với hơn 2 triệu bản in chỉ sau ba năm phát hành. Từ đó bà bắt đầu xuất bản nhiều công trình tiểu luận hơn, tiêu biểu gồm Saru no Koshikake (さるのこしかけ tạm dịch: Cái ghế của khỉ (chơi chữ nấm tán)) và Tai no Okashira (たいのおかしら tạm dịch: Đầu và đuôi cá tráp đỏ) vào năm 1992. Được viết theo lối văn dí dỏm, trình bày thế giới quan độc đáo mà sắc sảo, cả hai tác phẩm này đều in hơn 1 triệu bản, đưa Sakura trở thành một trong những nhà văn viết tiểu luận có sách bán chạy nhất (riêng Saru no Koshikake còn thắng giải Văn học cách tân (新風賞 Shimpusho) lần thứ 27). Từ tháng 10 năm 1991 đến tháng 9 năm 1992, bà làm phát thanh viên trong chương trình All Night Nippon của Đài Phát thanh Nippon. Năm 1993, Sakura sáng tác manga Nagasawa-kun (永沢君 tạm dịch: Cậu bé Nagasawa), đăng trên Big Comic Spirits, xoay quanh cuộc sống của một nhân vật trong Nhóc Maruko; và sang năm bà ra mắt manga kỳ ảo siêu thực Coji-Coji trên tạp chí Kimi to Boku của Sony Magazines. Hai tác phẩm này đều được chuyển thể thành anime dài tập cũng như trò chơi điện tử. Một trung tâm triển lãm đóng vai trò như bảo tàng tác phẩm có tên Chibi Maruko-chan Land đã khai trương ngay tại Shimizu, Shizuoka vào năm 1999, trở thành điểm nhấn du lịch của thành phố.
Khoảng cuối năm 1999 đầu năm 2000, tờ Phú Sĩ Sơn (富士山 Fujisan) do Sakura chủ bút phát hành số đầu tiên dưới dạng mook (pha trộn giữa sách và tạp chí), ấn hành bởi Shinchosha. Trong ấn phẩm này, bà đăng nhiều bài phỏng vấn và tản văn về địa phương quê hương mình, tường thuật những buổi viếng thăm nhà bà của các nghệ sĩ nổi tiếng như Kitano Takeshi. Theo báo cáo doanh thu thì đến giữa năm 2000, hai số phát hành đầu tiên của Phú Sĩ Sơn đã đạt 680 nghìn bản in. Tháng 9 năm 2005, nhằm vinh danh 20 năm sự nghiệp sáng tác, một cuộc triển lãm nghệ thuật mang tên "Sakura Momoko World: Triển lãm kỷ niệm 20 năm" được tổ chức tại Matsuya Ginza trong vòng một tuần. Triển lãm giới thiệu 150 minh họa gốc cùng một lượng lớn tranh màu, phác thảo, ý tưởng sơ khai của nhiều tác phẩm. Năm 2006, Sakura hỗ trợ phần kịch bản của tập live action Nhóc Maruko đầu tiên, tiếp đó bà ra mắt loạt manga đỉnh cao trong lối sáng tác viết luận kiểu truyện tranh của mình là Hitori Zumou (ひとりずもう tạm dịch: Đấu sumo một người) trên Big Comic Spirits, có thể xem là phần tiếp theo của Nhóc Maruko. Manga kết hợp tiểu luận này thú vị ở chỗ tuy vẫn thể hiện dưới góc nhìn của cô bé Maruko, nó đóng vai trò như một tự truyện hoàn chỉnh của chính tác giả Sakura Momoko, về cái thời mà bà vừa hoàn thành chương trình tiểu học và đang trăn trở với ước mơ trở thành tác giả truyện tranh.
Từ tháng 7 năm 2007 đến tháng 12 năm 2011, 11 nhật báo lớn phân phối toàn quốc như Chunichi Shimbun, Tokyo Shimbun, Hokkaido Shimbun, Nishinippon Shimbun, Chugoku Shimbun bắt đầu đăng các mẫu truyện Nhóc Maruko mới dạng yonkoma (4 khung tranh) mỗi sáng. Khi Nhật Bản vừa trải qua thảm họa động đất và sóng thần vào tháng 3 năm 2011, Sakura đã lan truyền thông điệp động viên người dân qua các mẫu truyện này một cách ý nhị. Năm 2014, Sakura cùng ca-nhạc sĩ Hinaco thành lập đơn vị âm nhạc Yellow Purple; bà giữ vai trò sáng tác và sản xuất. Thời gian này một chuỗi triển lãm khác mang tên "Triển lãm thế giới của Sakura Momoko" nhân 30 năm hoạt động nghệ thuật của bà được tổ chức tại nhiều viện bảo tàng và phòng trưng bày trên toàn quốc trong vòng 3 năm. Năm 2015, anime Nhóc Maruko đánh dấu 25 năm ra đời với hàng loạt sự kiện đại chúng và dự án đặc biệt, cùng các hoạt động kỷ niệm diễn ra tại một số nước châu Á. Cùng năm, loạt truyện tranh dài kỳ hoàn chỉnh cuối cùng của Sakura là Manga Club (まんが倶楽部 Manga Kurabu, tạm dịch: Câu lạc bộ manga) đăng trên tạp chí Grand Jump của Shūeisha. Di cảo manga nhại theo Nhóc Maruko tên là Chibi Shikaku-chan (ちびしかくちゃん tạm dịch: Nhóc Shikaku), đăng từ năm 2016, cùng bộ ONA GJ8man do Sakura lên ý tưởng, đã không kịp hoàn thành.

### Qua đời
Ngày 27 tháng 8 năm 2018, website văn phòng đại diện của Sakura Momoko đăng một thông điệp cáo phó, theo đó bà đã từ trần vào lúc 20 giờ 29 phút (giờ Nhật Bản) ngày 15 tháng 8 do bệnh ung thư vú, hưởng dương 53 tuổi. Tang lễ được tổ chức riêng tư theo nguyện vọng của gia đình và bạn bè thân thiết của Sakura. Thông điệp cáo phó đăng kèm một bức họa vẽ Maruko và nhiều nhân vật trong các tác phẩm tiêu biểu khác, cùng trích lời phát biểu của bà vào năm 2014 nhân kỷ niệm 30 năm sự nghiệp. Bà nói trong suốt 30 năm, bà đã nếm trải cả thành công lẫn thử thách, cuộc đời sáng tác của bà đầy hạnh phúc và bà biết ơn vì điều đó. Bản tin cáo phó phát trong chương trình thời sự News Watch 9 của kênh truyền hình công cộng quốc gia NHK cùng ngày đã tạo nên cú sốc lớn. Kênh Fuji TV cùng đội ngũ sản xuất anime Nhóc Maruko tuyên bố rằng họ vẫn sẽ thực hiện các tập tiếp theo của bộ phim. Bài đăng blog gần nhất của Sakura là vào ngày 2 tháng 7, trong đó bà viết về sự cổ vũ mình dành cho Đội tuyển bóng đá quốc gia Nhật Bản thi đấu tại Giải vô địch bóng đá thế giới 2018 ở Nga.
Sự ra đi của Sakura là một "mất mát to lớn của ngành truyện tranh Nhật Bản," để lại tiếc thương sâu sắc nơi đông đảo người hâm mộ toàn quốc, đặc biệt là người dân Shizuoka, nơi sau đó đã vinh danh bà như một "công dân danh dự" của thành phố. Các tác phẩm của bà đều bán hết nhanh chóng trong vòng 3 ngày, khiến cho nhà xuất bản Shūeisha phải cho in lần nữa 850.000 bản bao gồm Nhóc Maruko lẫn những sách tiểu luận khác. Trưởng ban biên tập Ribon, ông Aida Sōichi viết trên trang web của tạp chí rằng tuy ông cảm thấy tiếc vì tác giả mất quá sớm, "nhưng nụ cười rạng rỡ của bé Maru và những người bạn sẽ mãi tỏa sáng trong lòng mọi độc giả từ trẻ em đến người lớn." Seiyū gạo cội Tarako, cũng chính là người lồng tiếng cho Maruko, thảng thốt trước cái chết "quá đột ngột" của Sakura, "trong khi bà ấy vẫn đang ấp ủ nhiều dự định." Tarako nói bà đã không gặp Sakura một thời gian, vì vậy ấn tượng về nữ tác giả trong lòng bà vẫn là "một người nhỏ nhắn, đáng yêu với gương mặt tròn trịa luôn nở nụ cười," và bà sẽ tiếp tục nghiêm túc thổi hồn cho bé gái lớp 3 (Maruko) vốn là bản ngã của chính Sakura. Theo nhà báo Nakamori Akio, Nhóc Maruko là biểu thị tinh thần tốt nhất cho niên hiệu Bình Thành, và cũng như cái chết của tác giả Tezuka Osamu vào cuối triều đại Chiêu Hòa, sự ra đi của Sakura Momoko đã báo hiệu thời đại này đến hồi cáo chung (ngụ ý việc Thiên hoàng Akihito sẽ thoái vị vào tháng 4 năm 2019).
Nhiều họa sĩ manga, nghệ sĩ cùng các nhân vật tên tuổi khác như Chiba Tetsuya, Murata Yusuke, Oda Eiichiro, Matsumoto Leiji, Yoshimoto Banana, Okamoto Mayo, Ohara Sakurako, Morisako Ei, Suzuki Taku, Kuramochi Asuka, Hasegawa Kenta... đồng loạt bày tỏ sự yêu mến và kính trọng dành cho nữ tác giả. Tin tác giả Nhóc Maruko từ trần nhanh chóng lan ra toàn thế giới thông qua các bản tin của NHK World và Kyodo News, đặc biệt được tường thuật bởi phương tiện truyền thông đại chúng ở Trung Quốc, Đài Loan, Hồng Kông, Thái Lan... là những nơi mà tác phẩm có sức ảnh hưởng lớn và được đông đảo công chúng đón nhận. Người hâm mộ Đại lục lan truyền các thông điệp trên mạng xã hội Sina Weibo, gợi nhớ manga như một phần ký ức tuổi thơ của họ. Tờ China Daily thậm chí gọi Nhóc Maruko là biểu tượng văn hóa ở Nhật Bản cũng như cả châu Á nói chung. Một chương trình phát sóng trên kênh 1 Đài truyền hình Việt Nam trong phần tin tường thuật đã dẫn lại sức ảnh hưởng của Nhóc Maruko, tuyên bố manga là bộ truyện tranh đầu tiên về một bé gái được xuất bản ở nước này. Lễ tưởng niệm Sakura Momoko tổ chức vào ngày 16 tháng 11 cùng năm tại Nhà tang lễ Aoyama ở Tokyo đã có sự tham dự của hơn 1.000 người trong một khuôn viên được trang trí đủ màu bằng bóng bay và 30.000 đóa thược dược, vốn là loài hoa yêu thích của bà.

## Cuộc sống riêng
Sinh thời, mặc dù là một tác giả nổi tiếng nhưng Sakura Momoko rất ít khi xuất hiện trước công chúng, và do đó không nhiều người biết về đời tư hay tên thật của bà. Tuy các phương tiện truyền thông Nhật Bản chưa bao giờ công bố chính thức nhưng một số trang tin lớn nước ngoài như China Daily hay Newsweek ghi chú tên thật của bà là Miura Miki (三浦 美紀). Năm 1989, bà kết hôn với Miyanaga Masataka, một biên tập viên của tạp chí Ribon, nhưng đã ly dị vào năm 1998. Con trai duy nhất của hai người vào năm 2002 đã cùng mẹ và các đồng nghiệp của bà xuất bản cuốn tiểu luận Obake no Te (おばけの手 tạm dịch: Bàn tay con ma) rất được yêu thích, lúc đó anh mới 8 tuổi và dùng bút danh Sakura Melon. Quan hệ giữa hai mẹ con rất thân thiết, Sakura thường xuyên đề cập đến Melon trong các bài blog cá nhân của mình. Năm 2003, bà tái hôn với Unno Sashimi, một họa sĩ vẽ tranh minh họa. Sakura rất thần tượng cố ca sĩ Saijō Hideki, bà đã viết lời ca khúc "Hashire Shojikimono" trong đĩa đơn 66 của Saijō phát hành năm 1991. Tình cảm này từng được bà thể hiện qua nhân vật chị gái Maruko là Sakiko, cũng là một fan nhiệt thành của Saijō. Saijō mất ngày 16 tháng 5, 2018 và trùng hợp thay Sakura cũng ra đi sau ông này đúng 3 tháng, khiến dư luận Nhật Bản và truyền thông Đài Loan bình luận rằng bà đã "đi theo" ông. Sakura cũng là bạn rất thân của Oda Eiichiro—tác giả manga One Piece nổi tiếng, và nhà văn Yoshimoto Banana.
Sakura là bạn cùng lớp tiểu học với cựu cầu thủ bóng đá mà nay là huấn luyện viên trưởng của FC Tokyo, ông Hasegawa Kenta, và nhà biên kịch truyền hình Hiraoka Hideaki; cả hai ông đều được hóa thân thành các nhân vật trong Nhóc Maruko. Một người bạn cùng lớp khác, Noritaka Hamazaki (chính là hình tượng ngoài đời thật của cậu bé "Hamaji", bạn của cô bé Maruko), qua tự truyện của mình đã miêu tả Sakura thời tiểu học là một cô bé khá nhút nhát. Về điểm này Noritaka cho rằng người bạn là hình tượng ngoài đời thật của Honami Tamae (biệt danh "Tama-chan", bạn thân của Maruko) lại có phần giống với Maruko hơn. Một nhân viên của bảo tàng Chibi Maruko-chan Land tại Shizuoka nói Sakura giống như "bé Maruko người lớn – quyến rũ và nồng hậu." Một biên tập viên từng làm việc với Sakura nhận xét bà là người thân thiện, chu đáo và làm việc có nguyên tắc. Mangaka Chiba Tetsuya chia sẻ ông thấy Sakura cứ như Maruko vừa bước ra khỏi trang truyện trong lần đầu gặp bà ở lễ trao giải Manga Kodansha. Tình yêu Shimizu và ngọn núi Phú Sĩ được thể hiện rõ nét trong tờ báo Phú Sĩ Sơn do bà chấp bút. Sakura đã nhiều lần vẽ tranh cổ động phát triển thành phố quê hương, và sáng tác lời cho một ca khúc xúc tiến du lịch địa phương. Thị trưởng thành phố Shizuoka Tanabe Nobuhiro nói Sakura đã cống hiến rất nhiều trong việc quảng bá thành phố, "bà ấy rất thích các lễ hội, vườn thú và dành rất nhiều tình cảm cho quê hương mình."

## Phong cách sáng tác
Nét đặc trưng trong các sáng tác của Sakura là lối "viết tiểu luận dạng manga," mà điển hình là Nhóc Maruko và Hitori Zumou, nơi bà chia sẻ và bàn luận những quan điểm và kỷ niệm trong cuộc sống thường nhật qua tranh vẽ. Nhà phê bình Ishikawa Jun đánh giá kể từ sau Nhóc Maruko, nhiều người đã thử kết hợp tiểu luận và manga nhưng không ai có thể bắt kịp Sakura. Trong tập tiểu luận Momo no Kandzume, Sakura nêu rõ bà vẽ manga "dựa trên sự chắt lọc các kỷ niệm xưa." Một ví dụ điển hình là ông của bà, Tomozou, vốn có tính hay càu nhàu và khó gần, nhưng trong Nhóc Maruko đã trở thành một người ngọt ngào và hết mực yêu thương, cưng chiều cô cháu gái. Sự chắt lọc này cũng giúp những miêu tả của bà về thời đại cũ trở nên rất sống động thậm chí với những độc giả trẻ tuổi, trong khi vẫn tạo cảm giác vô cùng thân thuộc với những ai từng trải qua những năm tháng tăng trưởng kinh tế nhanh chóng của Nhật Bản vào thế kỷ trước. Bầu không khí gợi lại sự hoài niệm trong Nhóc Maruko thỉnh thoảng được so sánh là sự tiếp nối của một xê-ri nổi tiếng khác có thiết lập thời hậu Thế chiến thứ II, Sazae-san, và sau đó kế thừa bởi Shin - cậu bé bút chì. Biên tập viên của Ribon lý giải sự thành công của Nhóc Maruko là nhờ "óc khôi hài xuất chúng, các nhân vật có sự liên kết và sự ấm áp mà họ được miêu tả." Một chi tiết thú vị rất riêng khác trong phong cách nghệ thuật của Sakura là những đường kẻ dọc xuất hiện trên gương mặt nhân vật mỗi khi họ sửng sốt, bối rối hay không biết phải nói gì, mà nhóm sản xuất anime Nhóc Maruko gọi là "ase-tara tate-sen" (汗たら縦線 những đường kẻ đổ mồ hôi). Các đường kẻ này (顔に３本線) nổi tiếng đến nỗi đã trở thành một cụm từ lóng trong giới trẻ Đài Loan, biểu thị trạng thái cảm xúc tương tự.

## Tác phẩm
Suốt hơn 30 năm sự nghiệp sáng tác, Sakura Momoko xuất bản nhiều loạt manga dài kỳ, bài tiểu luận, tự truyện, tạp chí đồng thời viết lời cho rất nhiều ca khúc. Danh sách dưới đây chỉ tổng hợp một số tác phẩm chính được xuất bản hoàn chỉnh của bà, không bao gồm những bài ký đăng rải rác trên các tạp chí và báo.

### Manga
| Tựa đề                                                                       | Năm     | Ghi chú                                                                                                  |
| ---------------------------------------------------------------------------- | ------- | --- |
| Oshiete Yaru'nda Arigataku Omoe! (教えてやるんだありがたく思え!)             | 1984    | Đăng trên Ribon Original Xuất bản bởi Shūeisha, về sau in kèm trong Chibi Maruko-chan tập 1              |
| Chibi Maruko-chan (ちびまる子ちゃん)                                         | 1986–96 | Đăng trên Ribon Xuất bản bởi Shūeisha, 16 tập được phát hành                                             |
| Kami no Chikara (神のちから)                                                 | 1989–92 | Đăng trên Big Comic Spirits Xuất bản bởi Shogakukan, 1 tập được phát hành                                |
| Chibi Maruko-chan: Ono-kun to Sugiyama-kun (ちびまる子ちゃん―大野君と杉山君) | 1990    | Đăng trên Ribon Xuất bản bởi Shūeisha, 1 tập được phát hành                                              |
| Nagasawa-kun (永沢君)                                                        | 1993–95 | Đăng trên Big Comic Spirit Xuất bản bởi Shogakukan, 1 tập được phát hành                                 |
| Coji-Coji (コジコジ)                                                         | 1994–97 | Đăng trên Kimi to Boku Xuất bản bởi Sony Magazines, 3 tập được phát hành                                 |
| Super 0-kun (スーパー0くん)                                                  | 2003    | Xuất bản bởi Shogakukan, 1 tập được phát hành                                                            |
| Kami no Chikarakko Shimbun (神のちからっ子新聞)                              | 2004–08 | Đăng trên Big Comic Spirits Xuất bản bởi Shogakukan, 4 tập được phát hành                                |
| Hitori Zumou (ひとりずもう)                                                  | 2006–08 | Đăng trên Big Comic Spirits Xuất bản bởi Shogakukan, 3 tập được phát hành                                |
| 4-koma Chibi Maruko-chan (4コマ ちびまる子ちゃん)                            | 2007–11 | Đăng trên 11 nhật báo địa phương Shogakukan tổng hợp, biên tập và phát hành thành 13 tập                 |
| Tenko Mori!! Nagasawa-kun (てんこ盛り!! 永沢君)                              | 2013    | Xuất bản bởi Shogakukan, 1 tập được phát hành                                                            |
| Chibi Maruko-chan: Kimi o Wasurenai yo (ちびまる子ちゃん キミを忘れないよ)   | 2015    | Đăng trên Ribon Xuất bản bởi Shūeisha, 1 tập được phát hành                                              |
| Manga Kurabu (まんが倶楽部)                                                  | 2015–16 | Đăng trên Grand Jump Xuất bản bởi Shūeisha, 1 tập được phát hành                                         |
| Chibi Shikaku-chan (ちびしかくちゃん)                                        | 2016–   | Đăng trên Grand Jump Xuất bản bởi Shūeisha, 1 tập được phát hành Không thể hoàn thành do tác giả qua đời |

### Tiểu luận
| Năm  | Tựa đề | Nhà xuất bản          | ISBN              |
| ---- | --- | --------------------- | ----------------- |
| 1991 | Momo no Kandzume (もものかんづめ) | Shūeisha              | 978-4-08-772783-8 |
| 1992 | Umi no Sakana & Takarabune Hourai no Makunouchi Bento (うみのさかな&宝船蓬莱の幕の内弁当) (Bút danh Umi no Sakana, đồng tác giả với Takarabune Hourai) | Kadokawa Shoten       | 978-4-04-189901-4 |
| 1992 | Momoko no Shaberi Kotoba (ももこのしゃべりことば) | Đài phát thanh Nippon | 978-4-594-00939-7 |
| 1992 | Saru no Koshikake (さるのこしかけ) | Shūeisha              | 978-4-08-775159-8 |
| 1992 | Tai no Okashira (たいのおかしら) | Shūeisha              | 978-4-08-747551-7 |
| 1994 | Momoko no Iki Mono Zukan (ももこのいきもの図鑑) | Magazine House        | 978-4-08-748779-4 |
| 1995 | Sou Iu Fu ni Dekiteiru (そういうふうにできている) | Shinchosha            | 978-4-10-138821-2 |
| 1996 | Ano Koro (あのころ) | Shūeisha              | 978-4-08-747674-3 |
| 1997 | Momoko no Sekai Atchi Kotchi Meguri (ももこの世界あっちこっちめぐり)                                                                                   | Shūeisha              | 978-4-08-774276-3 |
| 1997 | Maruko Datta (まる子だった) | Shūeisha              | 978-4-08-747796-2 |
| 1997 | Akachan Nikki―First year memories (赤ちゃん日記) | Shogakukan            | 978-4-09-311232-1 |
| 1998 | Momoko no Hanashi (ももこの話) | Shūeisha              | 978-4-08-746021-6 |
| 1998 | Akogare no Mahoutsukai (憧れのまほうつかい) | Shinchosha            | 978-4-10-138822-9 |
| 1999 | Momoko no Omoshiro Kenkou Techou (ももこのおもしろ健康手帖)                                                                                            | Gentosha              | 978-4-87728-300-1 |
| 1999 | Sakura Biyori (さくら日和) | Shūeisha              | 978-4-08-746135-0 |
| 2000 | Nohohon Enikki (のほほん絵日記) | Shūeisha              | 978-4-08-747737-5 |
| 2001 | TsuchiKen Momoko Ragen (ツチケンモモコラーゲン) (Đồng tác giả với Tsuchiya Kenji)                                                                      | Shūeisha              | 978-4-08-747848-8 |
| 2001 | Momoko no Tondemo Daibouken (ももこのトンデモ大冒険)                                                                                                   | Tokuma Shoten         | 978-4-19-892105-7 |
| 2002 | Sakura Ebi (さくらえび) | Shinchosha            | 978-4-10-138823-6 |
| 2002 | Momoko no Houseki Monogatari (ももこの宝石物語) | Shūeisha              | 978-4-08-746076-6 |
| 2003 | Momoko no Omoshiro Houseki Techou (ももこのおもしろ宝石手帖)                                                                                           | Gentosha              | 978-4-344-40992-7 |
| 2003 | Matatabi (またたび) | Shinchosha            | 978-4-10-138824-3 |
| 2003 | Sakura Meru (さくらめーる) | Shūeisha              | 978-4-08-775329-5 |
| 2004 | Momoko no 70-nendai Techou (ももこの70年代手帖) | Gentosha              | 978-4-344-00691-1 |
| 2005 | Hitori Zumou (ひとりずもう) | Shogakukan            | 978-4-09-386152-6 |
| 2005 | MOMOKO TIMES | Shūeisha              | 978-4-08-774779-9 |
| 2006 | Yakisoba Ueda (焼きそばうえだ) | Shogakukan            | 978-4-09-386158-8 |
| 2006 | Onbu ni Dakko (おんぶにだっこ) | Shogakukan            | 978-4-09-386174-8 |
| 2007 | Sakura Yokocho (さくら横丁) | Shūeisha              | 978-4-08-775376-9 |

Ngoài ra còn có hai loạt tiểu luận dạng nhật ký: Momoko no 21 Seiki Nikki (ももこの21世紀日記) dài 8 tập phát hành bởi Gentosha từ năm 2002 đến 2008, và Momoko no Mannen Nikki (ももこのまんねん日記) phát hành đều đặn mỗi năm một quyển từ 2010 đến 2012 bởi Shūeisha.

### Âm nhạc
Dưới đây là những nhạc phẩm mà Sakura Momoko đã sáng tác phần lời (sắp xếp theo thứ tự thời gian):
- "Odoru Pompokolin" (おどるポンポコリン? trình bày: B.B.Queens – ca khúc chủ đề truyền thống của anime Nhóc Maruko)
- "Hashire Shojikimono" (走れ正直者? trình bày: Saijō Hideki)
- "Daisuki" (だいすき? trình bày: Takahashi Yumiko)
- "Enka Hagure Tori" (演歌はぐれ鳥? trình bày: Fujikawa Naomi)
- "Ureshii Yokan" (うれしい予感? trình bày: Watanabe Marina – một trong các ca khúc mở đầu của anime Nhóc Maruko)
- "Akke ni Torareta Toki no Uta" (あっけにとられた時のうた? trình bày: Tama – một trong các ca khúc kết thúc của anime Nhóc Maruko)
- "Humming ga Kikoeru" (演歌はぐれ鳥? trình bày: Kahimi Karie – một trong các ca khúc mở đầu của anime Nhóc Maruko)
- "Coji-Coji Ginza" (コジコジ銀座? trình bày: Hoff Dylan – ca khúc mở đầu của anime Coji-Coji)
- "Chibi Maruko Ondo" (ちびまる子音頭? trình bày: ManaKana – một trong các ca khúc kết thúc của anime Nhóc Maruko)
- "Jaga Buttercorn-san" (じゃがバタコーンさん? trình bày: ManaKana – một trong các ca khúc kết thúc của anime Nhóc Maruko, Sakura cũng sáng tác phần nhạc cùng với Oyamada Keigo)
- "Johnny, Johnny Shinu Hodo Koishite" (死ぬほど恋して? trình bày: Kaji Hideki)
- "KinKi no Yaruki Man Man Song" (KinKiのやる気まんまんソング? trình bày: KinKi Kids)
- "Koushite Iyou" (こうしていよう? nhạc phẩm sáng tác cho cuộc thi NHK Đồng ca học đường toàn Nhật Bản, khối sơ trung; Asakawa Tomoyuki soạn)
- "Uchū Dai Shuffle" (宇宙大シャッフル? trình bày: Love Jets – một trong các ca khúc kết thúc của anime Nhóc Maruko)
- "Arara no Jumon" (アララの呪文? trình bày: Chibi Maruko-chan (Tarako) và Bakuchu Mondai – một trong các ca khúc kết thúc của anime Nhóc Maruko))
- "Majikaru Majikaru Tejina-nya" (まじかる まじかる てじなーにゃ? trình bày: Anh em Yamagami)
- "100-man Nen no Shiawase!!" (100万年の幸せ!!? trình bày: Kuwata Keisuke – một trong các ca khúc kết thúc của anime Nhóc Maruko)
- "Ano Hi no Kimi" (あの日のキミ? trình bày: Matsuyuki Yoh)
- "Bye Bye Baby" (バイバイベイビー? trình bày: Lime with Coji-Coji Band)
- "Hana wa Tada Saku" (花はただ咲く? trình bày: Sakamoto Fuyumi with M2)
- "Maru-chan no Shizuoka Ondo" (まるちゃんの静岡音頭? trình bày: Pierre Taki – ca khúc quảng bá thành phố Shizuoka)
- "Let's GO Shizuoka" (レッツGOしずおか? trình bày: Matsuyuki Yoh – ca khúc quảng bá thành phố Shizuoka)
- "Subarashiki Hito yo" (すばらしき人よ? trình bày: Wada Akiko, Sakura cũng sáng tác phần nhạc cùng với Yamazaki Yoh)
- "Romantic Time" (ロマンティックタイム? trình bày: Yellow Purple (đơn vị âm nhạc Sakura lập cùng với Hinaco)
- Loop (trình bày: Yellow Purple (đơn vị âm nhạc Sakura lập cùng với Hinaco))
- "Shiawase no Hajimari" (幸せのはじまり? trình bày: MACO)
- "Wan Nyan Paradise" (ワンニャンパラダイス? trình bày: Keiko)
- "Oi!!" (おーい!!? trình bày: Ulfuls)
- "Kimi o Wasurenai yo" (キミを忘れないよ? trình bày: Ohara Sakurako – ca khúc nền trong phim điện ảnh anime Chibi Maruko-chan: Italia Kara Kita Shōnen)
- "Bokura" (ボクら? trình bày: Johnny's West)
- "GJ8man no Theme" (GJ8マンのテーマ? trình bày: BOB Hiro – ca khúc mở đầu ONA GJ8man)
- "Nagaragawa Tetsudou no Yoru" (長良川鉄道の夜? trình bày: Yamatarou – ca khúc kết thúc ONA GJ8man)
- Chùm ca khúc trong album năm 2007 One Week (Một tuần):
  - "Getsuyoubi no Asa" (月曜日の朝? "Sáng thứ Hai", trình bày: Odani Misako)
  - "Kayoubi no Hiru" (火曜日の昼? "Trưa thứ Ba", trình bày: Karashima Midori)
  - "Suiyoubi no Yugata" (水曜日の夕方? "Chiều tối thứ Tư", trình bày: Aoba Ichiko)
  - "Mokuyoubi wa Ame" (木曜日は雨? "Ngày mưa thứ Năm", trình bày: Yanagihara Yōichirō)
  - "Kinyoubi no Yume: Asa ka Yoru ka no Monogatari (金曜日の夢 ～朝か夜かの物語～? "Giấc mơ thứ Sáu: Câu chuyện của sáng hoặc tối", trình bày: Ego-Wrappin')
  - "Doyoubi no Koibito" (土曜日の恋人? "Tình nhân thứ Bảy", trình bày: Ōta Hiromi)
  - "Nichiyoubi no Hirusagari" (日曜日の昼下がり? "Xế trưa Chủ Nhật", trình bày: Harada Ikuko)
- "Susume Nonsense" (すすめナンセンス? trình bày: Puffy AmiYumi)

### Tác phẩm khác
Sakura Momoko đã tham gia thực hiện hoặc sáng tác nhiều sản phẩm khác ở đa dạng lĩnh vực, tiêu biểu gồm:
- Bộ phim truyền hình Sakura Momoko Land: Taniguchi Rokuzou Shoten (さくらももこランド・谷口六三商店?) dài 13 tập do Sakura biên kịch, phát sóng trên kênh TBS từ tháng 4 đến tháng 6 năm 1993.
- Tham gia dịch loạt sách về chú chó Snoopy do Shūeisha phát hành năm 1997.
- Thiết kế nhân vật cho trò chơi Sakura Momoko Gekijō Coji-Coji (さくらももこ劇場コジコジ?) trên hệ máy Dreamcast, phát hành bởi Marvelous Entertainment vào năm 2000.
- Thiết kế nhân vật cho trò chơi Sakura Momoko no Ukiuki Carnival (さくらももこのウキウキカーニバル?) trên hệ máy Game Boy Advance, phát hành bởi Nintendo vào năm 2002.
- Tập thơ và phê bình thơ Maru Mushichou (まるむし帳?) do Shūeisha ấn hành năm 2003.
- Dịch tác phẩm Peanuts của Charles M. Schulz, Asahi Shimbunsha phát hành năm 2004.
- Phú Sĩ Sơn (富士山 Fujisan?), loạt 5 quyển tạp chí lai sách hoàn toàn do Sakura làm chủ bút, Shūeisha ấn hành từ năm 2000 đến 2002.
- Obake no Te (おばけの手?), tập sách tranh kết hợp tiểu luận mà bà cùng con trai và các đồng nghiệp thực hiện, in năm 2002 bởi Gentosha.
- Maruko to Coji-Coji (まる子とコジコジ?), sách tranh thiếu nhi với sự xuất hiện của hai nhân vật chính trong hai tác phẩm quan trọng nhất của bà, dài 2 tập, in năm 2003 bởi Gentosha.
- Thiết kế nhân vật cho trò chơi Every Party (エブリパーティ?) trên hệ máy Xbox 360, phát hành bởi Microsoft Game Studios vào năm 2005.[61]
- Ấn phẩm Omedetou (おめでとう?) nhân kỷ niệm 30 năm sáng tác (2014), tổng hợp nhiều bài phỏng vấn, phác thảo manga, tiểu luận cùng nhiều minh họa khác, do Shūeisha ấn hành.
- Anime mạng (ONA) GJ8man do Sakura lên ý tưởng sau khi bà tham quan thành cổ Gujo Hachiman ở tỉnh Gifu, phát sóng từ năm 2016, bị ngưng do bà qua đời.[42][84]

Sakura cũng vẽ nhiều tranh cổ động, áp phích sự kiện, bảng quảng cáo trên xe buýt nhằm phục vụ cho quảng bá du lịch thành phố Shizuoka, cũng như bìa album và đĩa nhạc theo lời mời của các nghệ sĩ. Sau khi Sakura qua đời, hãng mỹ phẩm Nivea công bố kế hoạch bán mẫu mã kem dưỡng da mới có dùng minh họa do bà thực hiện, ban đầu vốn là phiên bản giới hạn nhằm kỷ niệm 50 năm mặt hàng này xuất hiện tại Nhật Bản, nhưng giờ đây có ý nghĩa như một di sản của nữ họa sĩ.